# Чедомир Поповић
Чедомир Поповић (Опарић, 22. јануар 1878 — Београд, 28. децембар 1938) је био један од учесника Мајског преврата и оснивач тајне организације Уједињење или смрт.

## Биографија
Завршио је Нижу и Вишу школу Војне академије, 1903. учествује у мајском преврату на Обреновиће. За време четничких акција у Старој Србији (1911-1912) је био надзорни официр Ужичког граничног рејона и имао је задатак да потпомогне четницима са доставом оружја и новца. У Балканским ратовима био је командант батаљона. Почетком рата 1914. заједно са Драгутином Димитријевићем Аписом сарађивао је на изради плана за формирање добровољачких одреда. Био је командант Златиборског добровољачког одреда кога је лично формирао. У Првом светском рату командује Првим пешадијским пуком другог позива и касније постаје командант 23. пешадијског пука.
На Солунском процесу осуђен је на смрт, али му регент Александар смањи казну на 20 година робије. Помилован је 1918. Као пуковник у пензији умире у Београду 1938. Био је носилац Карађорђеве звезде са мачевима IV степена.